# Mezoregion Araraquara

Mezoregion Araraquara

Mezoregion Araraquara – mezoregion w brazylijskim stanie São Paulo, skupia 21 gmin zgrupowanych w dwóch mikroregionach. Liczy 9.480,0 km² powierzchni.

## Mikroregiony
- Araraquara
- São Carlos